# Phodoryctis dolichophila
Phodoryctis dolichophila är en fjärilsart som först beskrevs av Lajos Vári 1961.  Phodoryctis dolichophila ingår i släktet Phodoryctis och familjen styltmalar.
Artens utbredningsområde är Mauritius. Inga underarter finns listade i Catalogue of Life.